# Seelbach (Bade-Wurtemberg)
Pour les articles homonymes, voir Seelbach.
Seelbach est une commune de Bade-Wurtemberg (Allemagne), située dans l'arrondissement de l'Ortenau, dans le district de Fribourg-en-Brisgau.

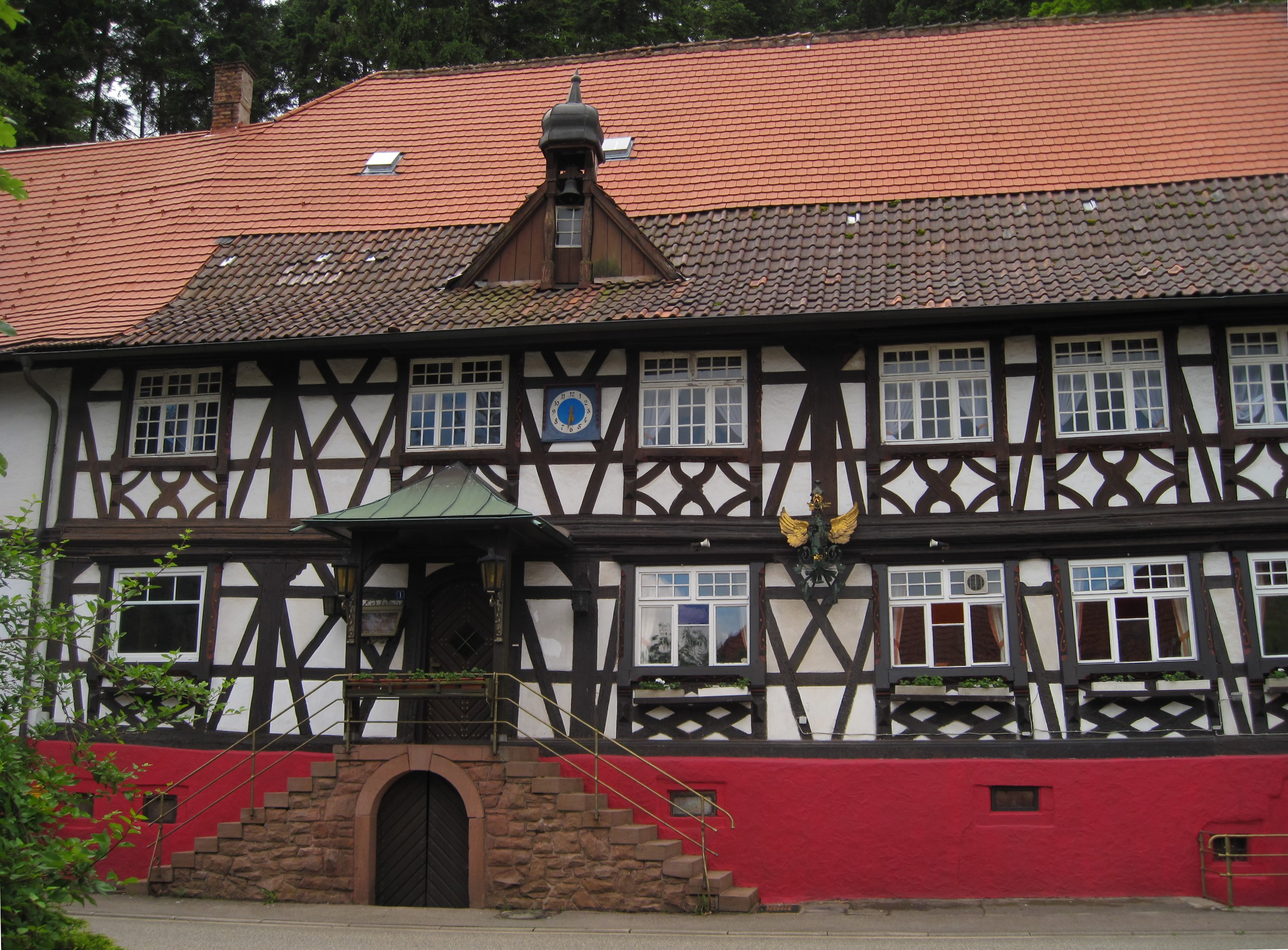
Auberge au Lion, attestée depuis 1370, dans un bâtiment de 1242. Les colombages inférieurs ont été ajoutés après 1970.